# Amtsgericht Türkheim
Das Amtsgericht Türkheim war ein von 1879 bis 1970 existierendes bayerisches Gericht der ordentlichen Gerichtsbarkeit mit Sitz in Türkheim.
Anlässlich der Einführung des Gerichtsverfassungsgesetzes am 1. Oktober 1879 wurde im Markt Türkheim ein Amtsgericht errichtet, dessen Sprengel mit Ausnahme von zwei dem Amtsgericht Kaufbeuren und fünf dem Amtsgericht Schwabmünchen zugeteilten Gemeinden deckungsgleich mit dem Bezirk des Landgerichts Türkheim war und folglich die Ortschaften Amberg, Anhofen, Derndorf, Eppishausen, Ettringen, Haselbach, Immelstetten, Irsingen, Kirchheim in Schwaben, Könghausen, Mattsies, Mörgen, Oberneufnach, Oberrammingen, Siebnach, Spöck, Stockheim, Traunried, Türkheim, Tussenhausen, Unterrammingen, Markt Wald, Wiedergeltingen, Bad Wörishofen und Zaisertshofen beinhaltete. Nächsthöhere Instanz war das Landgericht Memmingen.
Mit Wirkung vom 1. Januar 1970 wurde das Amtsgericht Türkheim aufgehoben und dessen Bezirk dem Amtsgericht Mindelheim zugewiesen.